# Death Wish (película de 2018)
Death Wish es una película estadounidense de 2017 de acción y suspenso dirigida por Eli Roth y escrita por Joe Carnahan. Es la sexta entrega en la serie de Death Wish y un remake de la película de 1974 del mismo nombre protagonizada por Charles Bronson, basada en la novela de 1972 de Brian Garfield. La película es protagonizada por Bruce Willis como Paul Kersey, un doctor de Chicago que busca venganza contra el hombre que atacó a su familia. Vincent D'Onofrio, Elisabeth Shue, Dean Norris, y Kimberly Elise también aparecen.
La película fue estrenada en Estados Unidos por Metro-Goldwyn-Mayer y en mercados internacionales por Annapurna Pictures el 2 de marzo de 2018.

## Reparto
- Bruce Willis como Dr. Paul Kersey
- Vincent D'Onofrio como Frank Kersey.
- Dean Norris como Detective Kevin Raines.
- Kimberly Elise como Detective Leonore Jackson.
- Mike Epps como Dr. Chris Salgado.
- Elisabeth Shue como Lucy Rose Kersey.
- Ronnie Gene Blevins como Joe.
- Beau Knapp como Knox.
- Jack Kesy como Tate "Fish" Karp.
- Wendy Crewson como Dr. Jill Klavens
- Kirby Bliss Blanton como Bethany.
- Len Cariou como Ben.
- Luis Oliva como Miguel.
- Troy Kivisto como Agente del FBI.
- Camila Morrone como Jordan Kersey.

## Producción

### Desarrollo
El desarrollo del filme comenzó en 2006, cuando Sylvester Stallone anunció que dirigiría y protagonizaría un remake de Death Wish (1974). Stallone contó a Ain't It Cool News, "En lugar de tener al personaje de Charles Bronson como un arquitecto, mi versión será un buen policía quien ha tenido un increíble éxito sin siquiera haber usado su arma. Así que cuando el ataque a su familia ocurra, en verdad entrará en un dilema moral con respecto a proceder con su venganza." Tiempo después contó a la publicación que ya no estaba involucrado. En una entrevista con MTV en 2009, sin embargo, Stallone dijo que estaba de nuevo considerando el proyecto.
A finales de enero de 2012, The Hollywood Reporter confirmó que un remake estaba siendo escrito y dirigido por Joe Carnahan. La película originalmente sería protagonizada por Liam Neeson y Frank Grillo. Carnahan dejó el proyecto en febrero de 2013 debido a diferencias creativas, sin embargo recibió crédito como guionista. Este fue reemplazado como director por Gerardo Naranjo, quien estaba interesado en contratar a Benicio Del Toro como protagonista; sin embargo esta versión tampoco se llevó a cabo.
En marzo de 2016, Paramount Pictures y Metro-Goldwyn-Mayer anunciaron que Aharon Keshales y Navot Papushado dirigirían y Bruce Willis protagonizaría. Willis fue elegido de una lista que incluía a Russell Crowe, Matt Damon, Will Smith, y Brad Pitt. In May, Keshales y Papushado dejaron el proyecto luego de que MGM no les dejó reescribir el guion de Carnahan, que ya había sido aprobado por Willis. En junio, Eli Roth se unió como director. El 25 de agosto de 2016, Vincent D'Onofrio se unió al reparto junto a Bruce Willis para interpretar al hermano de Paul Kersey, Dean Norris también se unió. El 7 de octubre de 2016, Kimberly Elise como Detective Jackson y Jordan Kersey. El 17 de octubre de 2016, Ronnie Gene Blevins fue contratado.

### Rodaje
La fotografía principal comenzó en septiembre de 2016 en Chicago, Illinois. Más tarde en octubre de 2016, comenzó el rodaje en Montreal, Quebec, Canadá.

## Estreno
En junio de 2017, se anunció que Paramount Pictures distribuiría la película junto a Metro-Goldwyn-Mayer y sería estrenada el 22 de noviembre de 2017. Sin embargo, en octubre de 2017, se anunció que había sido atrasada hasta el 2 de marzo de 2018 y que Metro-Goldwyn-Mayer distribuiría la película en Estados Unidos, mientras que Annapurna Pictures lo haría internacionalmente.